# Berndorfer Alfréd
Berndorfer Alfréd (Nagymaros, 1904. július 12. – Budapest, 1985. november 15.) orvos, sebész, orvostörténész, az orvostudományok kandidátusa (1961).

## Életpályája
Berndorfer Izidor (1866–1941) fogorvos és Tandler Valéria (1875–1964) fiaként született zsidó családban. Nővére Berndorfer Margit (1897–1936) volt. Tanulmányait a budapesti Deák téri evangélikus elemi iskolában kezdte, s a Budapesti Evangélikus Főgimnáziumban folytatta. 1917 és 1922 között a Madách Imre Főgimnáziumban tanult, és ugyanott szerzett érettségi bizonyítványt. Felsőfokú tanulmányait Breslauban kezdte meg, azonban a magas németországi infláció miatt apja nem tudta őt támogatni, ezért a Bécsi Egyetemre ment. 1926-ban visszatért Magyarországra és három évvel később a pécsi Erzsébet Tudományegyetemen doktorált.
Zenei képességeinek köszönhetően – kiváló zongorista és hegedűs volt –, felvették egy breslaui kvartettbe mint első hegedűst. Itt ismerkedett meg Friedrich Henke patológussal, Richard Pfeiffer bakteriológussal, illetve a híres sebésszel, Hermann Küttnerrel, akinek fontos szerepe volt karrierje szempontjából; példaképének tekintette. A pécsi egyetemi évei alatt kevesebb időt töltött előadótermekben, s többször kísért zongorán vagy hegedűn némafilmeket. Ily módon elég pénzt spórolt ahhoz, hogy finanszírozni tudjon egy utazást Spanyolországba és Franciaországba. Oklevelének megszerzése után Budapest egyik legismertebb sebészorvosának asszisztense lett. 1932. november 1-jétől kinevezték a Bródy Zsigmond és Adél Gyermekkórház Sebészeti Osztályának segédorvosává. 1933-ban ösztöndíjat nyert, mely lehetővé tett számára, hogy Lorenz Böhler mellett dolgozzon.
1936 októberében az V. kerületi Wekerle Sándor utca 12. alatt megnyitotta plasztikai sebészeti rendelőjét. A Pesti Izraelita Hitközség ösztöndíjából három hónapot Párizsban töltött, ahol megismerkedett Victor Veau világhírű szájspecialistával, akinek életre szóló elkötelezettségét köszönhette a plasztikai sebészet iránt. 1938 októberében Magyarországot képviselte a berlini nemzetközi orvosi kongresszuson. A kongresszuson közreműködött a Veau által feltalált metódus bemutatásában, amellyel sikeresen lehetett operálni az úgynevezett „szájpadhasadást” és „nyúlszájat”. 
1958-ban megalakult vezetésével a Heim Pál Gyermekkórház Fejlődési Rendellenesség Sebészeti Osztálya, ahol főleg nyúlajak-farkastorok műtéteket végzett.
Tevékenységének központjában a fejlődési rendellenességeket rehabilitáló sebészet és az embriópatológia állt.
Felesége Kraszner Éva vegyészmérnök.

## Elismerései
Tiszteletbeli tagja volt a Kubai Tudományos Akadémiának, tagja a londoni Királyi Orvosi Társaságnak és a Deutsche Gesellschaft für Kiefer und Gesichtschirurgie-nek (1959–).

## Művei
- Három hónapos csecsemő ritka szájfejlődési rendellenessége. (Orvosi Hetilap, 1931, 12.)
- Az ajak- és szájpadhasadásokról. (Gyógyászat, 1936, 35–37.)
- Az orrplasztika műtéti kockázata. (Orvosok Lapja, 1946, 20.)
- A Párisi Orvosi Szabad Iskola. (Orvosok Lapja, 1947, 10.)
- Az esztétikai sebészet néprajza és szociális javallata. (Orvosok Lapja, 1947, 34.)
- Mit kell a szülésznek az ajak- és szájpadhasadásról tudni! (Magyar Nőorvosok Lapja, 1948, 1.)
- Atresia pharyngis esetében végzett garatplasztika. Mérei Gyulával. – Az ajak- és szájpadhasadással született gyermekekről való gondoskodás. (Orvosok Lapja, 1948, 35.)
- A formapatológia problémája. (Orvosok Lapja, 1948, 39.)
- Die ästhetik der Nase. Wien, 1949
- Ötszáz ajak- és szájpadhasadás műtét alapján szerzett tapasztalatok. (Fogorvosi Szemle, 1953, 12.)
- Az emberi arc. (Természet és Társadalom, 1954, 4.)
- Egységes szemlélet a fejlődési rendellenesség kérdésében. (Orvosi Hetilap, 1958, 19.)
- Az arc ritka fejlődési rendellenességei. (Fogorvosi Szemle, 1960, 9.)
- Sebész-klinikai embriópatológia. Budapest, 1961
- Az ajak- és szájpad hasadás intrauterin regenerációja. (Fogorvosi Szemle, 1962, 4.)
- Az arc fejlődése az ajak- és szájpadhasadás műtét után. (Fogorvosi Szemle, 1963, 10.)
- Az ajak–szájpadhasadékosok occlusiós- és foganomáliái. (Fogorvosi Szemle, 1964, 5.)
- Kuba egészségügye. (Orvosi Hetilap, 1964, 20.)
- Az úgynevezett „veleszületett rendellenesség betegségek" pathogenesisének problémája. (Gyermekgyógyászat, 1966, 6.)
- A veleszületett rendellenességekről. (Az Egészség, 1967, 1.)
- A peri- és postnatalis mortalitas. (Magyar Nőorvosok Lapja, 1967, 6.)
- Az ajak–szájpadhasadás-műtétek sikertelenségének okairól. (Fogorvosi Szemle, 1969, 1.)
- Veleszületett sacrococcygealis daganatok. Dénes Jánossal, Gorácz Gyulával és Léb Józseffel. (Gyermekgyógyászat, 1973, 2.)